# Milà-Sanremo 1912
La Milà-Sanremo 1912 fou la 6a edició de la Milà-Sanremo. La cursa es disputà el 31 de març de 1912, sent el vencedor final el francès Henri Pelissier.
80 ciclistes hi van prendre part, acabant la cursa 50 d'ells.

## Classificació final
|    | Ciclista          | Equip | Temps      |
| -- | ----------------- | ----- | ---------- |
| 1  | Henri Pelissier   | -     | 9h 44' 30" |
| 2  | Gustave Garrigou  | -     | m. t.      |
| 3  | Jules Masselis    | -     | m. t.      |
| 4  | Ezio Corlaita     | -     | m. t.      |
| 5  | André Blaise      | -     | m. t.      |
| 6  | Dario Beni        | -     | + 1' 45"   |
| 7  | Louis Heusghem    | -     | m. t.      |
| 8  | Carlo Durando     | -     | m. t.      |
| 9  | Leopold Toricelli | -     | m. t.      |
| 10 | Carlo Galetti     | -     | m. t.      |